# Junkers Ju 390
Junkers Ju 390 — німецький літак типу Amerikabomber завершального етапу Другої світової війни розробки Junkers. Стартуючи з Франції, Ju 390 повинен був бомбардувати Нью-Йорк, міста східного узбережжя США і повертатись назад.

## Історія

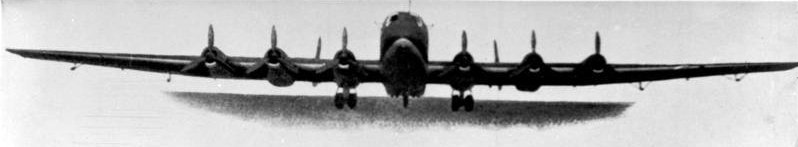
Ju 390 V1

Прототип Ju 390 збудували 1943 з використанням дещо видовженого фюзеляжу Ju 90 V6 і довших на 8 м нових крил з 6 моторними гондолами і 4 стійками шасі, більші хвостові стабілізатори. У задній частині фюзеляжу знаходився транспортний люк. У конкурсі на дальній бомбардувальник спочатку поступився Messerschmitt Me 264.
Прототип Ju 390 V1 виконав 20 жовтня 1943 перший політ як неозброєний транспортний літак. Розглядалась можливість використання його як дальнього морського розвідувального літака. Під час випробувань літав з випробовувальної бази Рехлін біля Мюрица до Праги. Там успішно проходила програма повітряного дозаправлення.
У листопаді 1944 перелетів на базу Junkers у Дессау, де був модернізований. У квітні 1945 задля недопущення захоплення літака союзниками був спалений.
Другий літак Ju 390 V2 у Дессау чи Мерсенбурзі не був добудований до завершення війни. За деякими даними 3 лютого 1945 він був перекинутий в Лерц.
У 1941—1943 рр. поряд з 6-моторним Ju 390 розглядались варіанти 8-моторного Ju 290/8mot, як поєднання двох 4-моторних Ju 290Z (Ju 490), що не було прийнято міністерством авіації.

### Модифікації
Для виробництва розглядались наступні модифікації Ju 390:
- Ju 390 A: транспортний
- Ju 390 B: морський і дальній розвідник
- Ju 390 C: дальній бомбардувальник
- Ju 390 D: пасажирський